# Arjuna Ranatunga
Arjuna Ranatunga (nacido el 1 de diciembre de 1963) es un exjugador de críquet de Sri Lanka y capitán ganador de la Copa Mundial de Críquet de 1996 para Sri Lanka. Se le considera como el pionero en levantar el cricket de Sri Lanka del estado de desvalido a una fuerza líder en el mundo del cricket. Durante sus días como jugador, fue considerado como uno de los jugadores de críquet más gordos que ha jugado a nivel internacional.
Después de su jubilación, trabajó en muchos puestos de la administración de Sri Lanka Cricket. Al ingresar a la corriente política de su padre, Ranatunga comenzó su carrera política en 2005 y ahora es el exministro de Transporte y Aviación Civil del gabinete. También era conocido por preparar y nutrir a jóvenes talentos del cricket, incluidos Praveen Jayawickrama en su juventud, para que se tomaran en serio el deporte del cricket. Representó a Sri Lanka en 93 pruebas y 269 internacionales de un día (ODI).

## Carrera
Arjuna Ranatunga hizo su debut de prueba el 17 de febrero de 1982 contra Inglaterra a la edad de 18 años en el primer partido de prueba de Sri Lanka en el P. Sara Oval. También trabajó como corredor de seguros en los primeros días de su carrera internacional. Hizo su debut en la Copa del Mundo con Sri Lanka durante la Copa del Mundo de Cricket de 1983. Luego apareció en el histórico partido de prueba de Sri Lanka contra Inglaterra en Lord's en 1984, que también marcó el primer partido de prueba de Sri Lanka en Lord's.
Ranatunga pasó a ser el capitán del equipo nacional de cricket de Sri Lanka en 1988, tomando el control de él durante los siguientes once años, transformándolo de un equipo débil y rutinariamente derrotado en una unidad competitiva y exitosa.